# Hrib pri Rožnem Dolu
Hrib pri Rožnem Dolu je naselje v Občini Semič.